# Cantonul Sizun
Cantonul Sizun este un canton din arondismentul Morlaix, departamentul Finistère, regiunea Bretania, Franța.

## Comune
- Commana
- Locmélar
- Saint-Sauveur
- Sizun (reședință)